# リパブリック・ガンシップ
リパブリック・ガンシップ あるいは リパブリック・アタック・ガンシップ（Republic Attack Gunship）とは、クローン戦争時において共和国グランド・アーミーが使用した兵員および貨物の輸送ビーグルである。
リパブリック・アタック・ガンシップ
Low-Altitude Assault Transport
低空強襲トランスポート (LAAT)
- 用途：多目的
  - 兵員輸送（LAAT/i）
    - クローン・トルーパー30ユニットを輸送可能
    - IM-6医療ドロイドを搭載
    - スピーダー・バイクを4台搭載

  - 銃火器/貨物輸送
    - ワイヤーによる貨物の吊り下げ輸送（LAAT/i）
    - 磁気式クランプによる大型兵器の輸送（LAAT/c）

  - 保安業務
    - 暴動鎮圧および治安維持/パトロール（LAAT/le）
- 分類：リパルサーリフト・ガンシップ
- 製造者：ロザナ・ヘヴィー・エンジニアリング社
- 運用者
  - 銀河共和国
    - ジェダイ・オーダー

  - 共和国グランド・アーミー
    - 共和国地上軍
    - 共和国宇宙軍
    - コルサント・ガード
    - コルサント保安部隊

  - 銀河帝国（移行期）
    - 帝国軍
    - 帝国宇宙軍

  - 反乱同盟軍
    - パルチザン
    - ロザル抵抗勢力
    - スカコアン・レジスタンス
    - キャッシーク・レジスタンス

  - 新共和国
    - 新共和国防衛軍
- 運用開始：22 BBY
- 運用状況：クローン戦争開戦時より運用開始
- ユニットコスト：85,000クレジット
- 派生型：

  - 低空強襲トランスポート/兵員輸送用（LAAT/i）
  - 低空強襲トランスポート/貨物輸送用（LAAT/c）
  - 低空強襲トランスポート/ステルス（LAAT/s）
  - スペース・ガンシップ（加圧低空トランスポート）
  - ポリス（パトロール）トランスポート（LAAT/le）

## 概要
英語では「Low-Altitude Assault Transport」と表記されるため、日本では「低空強襲トランスポート」や「低空強襲輸送艇」としても知られている。
略称は英名における頭文字を取った「LAAT」であるが、兵員輸送（infantry）に用いられるタイプは「LAAT/i」、貨物輸送（carrier）に用いられるタイプは「LAAT/c」と区別表記される。
LAATのうち、兵員輸送用の LAAT/i は「リパブリック・アタック・ガンシップ」と表記されるが、貨物輸送用の LAAT/c は「リパブリック・ドロップシップ」と表記されることもある。
いずれも LAAT の派生型であるが、スターウォーズの正史（カノン）において、一般的に「リパブリック・ガンシップ」や「共和国ガンシップ」と総称される場合が多い。

## クローン戦争における導入
惑星クワットに拠点を置く銀河共和国の造船企業「ロザナ・ヘヴィー・エンジニアリング」（Rothana Heavy Engineering）社が製造を担当した。
兵員および銃火器の輸送が主であるが、空対地戦闘ないしは空対空戦闘に耐えうる装備も十分に持ち合わせていた。
機体上面後方部に配置された2基の大型マス＝ドライバー・ミサイル・ランチャーは、LAAT/i の象徴とも言えるアイコニックなデザインとなっている。その他の装備としては、前方両側および両翼に合成ビームレーザーの砲座4基、両翼下部に空対空ロケット8発、両側面に対人用小型レーザー砲3門を搭載している。
ジオノーシスの戦いで始めて登場したリパブリック・ガンシップは、クローン戦争開戦と共に各地に配備され、クローン戦争における最も有名な共和国軍ビークルの1つとなった。

## 登場作品
以下は LAAT の登場するスター・ウォーズ作品を時系列順に並べたものである。
- 映画『スター・ウォーズ エピソード2/クローンの攻撃』
-映画『スター・ウォーズ/クローン・ウォーズ』
- 『スター・ウォーズ: テイルズ・オブ・ジェダイ』全2シーズン
- 『アソーカ (テレビドラマ)』（クローン戦争回想）
- 『スター・ウォーズ/クローン・ウォーズ』全7シーズン
- 『スター・ウォーズ: バッド・バッチ』全3シーズン
- 『マンダロリアン (テレビドラマ)』（オーダー66回想）
- 映画『スター・ウォーズ エピソード3/ シスの復讐』
- 『スター・ウォーズ 反乱者たち』全4シーズン（残骸）